# Густав Вигеланд
Густав Вигеланд (на норвежки: Gustav Vigeland, правопис на фамилията по правилата за транскрипции Вигелан) е норвежки скулптор.
На негово име е наречен паркът „Вигеланд“ в Осло.

## Биография
Роден е на 11 април 1869 г. във ферма в град Мандал – малък крайбрежен град в южна Норвегия. Като дете го изпращат в Осло, за да се научи да чете и да работи с дървен материал. Изненадващата смърт на баща му го кара да се върне в Мандал и да помага на семейството си.
Завръща се в Осло през 1888 г., но този път е решен да стане професионален скулптор. Скулпторът Бриунюлф Бергслийн забелязва таланта му и му помага с практически упражнения. На следващата година той излага първата си творба – Хагар и Ишамел.
Прекарва от 1891 до 1896 г. в пътуване по море. Живее в Копенхаген, Париж, Берлин и Флоренция. Във френската столица често посещава ателието на Огюст Роден, а в Италия се интересува от творби от древността и от Ренесанса. В тези години се появяват и темите, които по-късно доминират в творчеството му: смъртта и взаимоотношенията между мъжа и жената. Организира първите си изложби в Норвегия през 1894 – 1896 г. Изложбите получават множество похвали.
До 1902 г. Вигеланд се занимава с реставрацията на катедралата Нидарос в Тронхайм. Контактът със средновековното изкуство довежда друга често срещана тема в творчеството му: драконът като символ на греха, но също и като природна сила, бореща се с човека.
В Осло той намира изоставено студио, където да работи. През 1905 г. Норвегия става независима от Швеция и в качеството си на най-известния норвежки скулптор Вигеланд получава множество поръчки за статуи и бюстове, за да се чества независимостта.
През 1906 г. Вигеланд предлага модел на варовиков монументален фонтан, който, според първоначалното желание на Комитета на Осло, трябвало да украсява квадрата пред парламента. Неговата творба е приета, но относно това къде да се постави се развихря спор, и затова завършването на творбата е отложено. Междувременно Вигеланд разширява проекта и добавя няколко груби статуи, а през 1919 г. – висока гранитна колона.
През 1921 г. в Осло решават да разрушат къщата, където живее Вигеланд, и да построят библиотека. След дълги спорове градът дава на Вигеланд нова сграда, където да работи и да живее. В замяна той обещава да дари на града всички свои творби, включващи скулптури, рисунки и модели.
Мести се в своето ново студио през 1924 г. То е разположено в парка Фрогнер, който Вигеланд избира за окончателно местоположение на своя фонтан. През следващите 20 години той се отдава на проекта за постоянна изложба на своите творби на открито. По-късно проектът прераства в днешния парк „Вигеланд“.
Вигеланд живее и работи в своето студио до смъртта си на 12 март 1943 г. Пепелта, останала след кремацията му, още се пази там. Сградата се превръща в музей на Вигеланд.

## Галерия
- „Целувката“, 1897
- „Мечки“, 1897
- „Мъж и жена“, 1905
- „Мъж носи жена“, 1918